# Clarke Hinkle
William Clarke Hinkle (* 10. April 1909 in Toronto, Ohio; † 9. November 1988 in Steubenville, Ohio), Spitzname: Lackawanna Express, war ein US-amerikanischer American-Football-Spieler. Er spielte unter anderem Fullback in der National Football League (NFL). 

## Laufbahn

### Collegekarriere
Hinkle spielte von 1929 bis 1931 an der Bucknell University. An seinem College kam er als Halfback und als Defensive Back zum Einsatz. 1931 gelang es seiner Mannschaft alle Spiele der Saison zu gewinnen. Hinkle machte dabei durch seine große Schnelligkeit auf sich aufmerksam. 

### Profikarriere
Im Jahr 1932 wurde Hinkle von den Green Bay Packers verpflichtet und kam überwiegend als Fullback zum Einsatz. 1936 und 1939 gewannen die Packers die NFL-Meisterschaft. 1936 schlugen sie dabei im Endspiel die Washington Redskins mit 21:6, 1939 die New York Giants mit 27:0. Berühmt wurde Hinkle durch die Duelle mit Bronko Nagurski. Die Packers und die Mannschaft von Nagurski, die Chicago Bears, trafen regelmäßig aufeinander und Nagurski, der auch als Tackle auflief, behielt dabei nicht immer die Oberhand. 1941 beendete Hinkle seine Laufbahn. Er selbst konnte während seiner Karriere 42 Touchdowns, davon 33 durch Laufspiel, erzielen.

## Ehrungen
Hinkle ist Mitglied in der Pro Football Hall of Fame, in der Wisconsin Athletic Hall of Fame, in dem NFL 1930s All-Decade Team und in der College Football Hall of Fame. Er befindet sich zudem in der Green Bay Packers Hall of Fame. Er spielte in drei Pro Bowls und war viermal All Star. Die Packers haben ein Trainingsfeld nach ihm benannt.

## Sonstiges
Hinkle arbeitete nach seiner Laufbahn bei der US Coast Guard. Er starb im Alter von 79 Jahren. Hinkle ist auf dem Toronto Union Cemetery in seiner Geburtsstadt Toronto beerdigt.